# Condado de Boone (Kentucky)
O Condado de Boone (em inglês:  Boone County) é um dos 120 condados do estado americano de Kentucky. A sede do condado é Burlington. Foi fundado em 1798.
O condado possui uma área de 664 km², dos quais 638 km² estão cobertos por terra e 26 km² por água, uma população de 118 811 habitantes, e uma densidade populacional de 186,2 hab/km² (segundo o censo nacional de 2010). É o quarto condado mais populoso do Kentucky.